# Voir pleuvoir
Pour plus de détails, voir Fiche technique et Distribution.
Voir pleuvoir (Ver llover) est un film mexicain réalisé par Elisa Miller, sorti en 2006.

## Synopsis
Deux amis, Jonás et Sofí, sont inséparables jusqu'à ce que Sofí décide de quitter la ville où ils ont grandi, le laissant désemparé.

## Fiche technique
- Titre : Voir pleuvoir
- Titre original : Ver llover
- Réalisation : Elisa Miller
- Scénario : Elisa Miller
- Musique : Guillermo Guevara
- Photographie : Jimena Montemayor
- Montage : Ares Botanch
- Production : Inti Aldasoro
- Société de production : Centro de Capacitación Cinematográfica
- Pays :  Mexique
- Genre : Drame
- Durée : 14 minutes
- Dates de sortie : 
  -  Mexique : 15 octobre 2006 (festival international du film de Morelia)
  -  France : 26 mai 2007 (festival de Cannes)

## Distribution
- Diego Cataño : Jonás
- Sofía Espinosa : Sofí
- Claudia Rios

## Distinctions
Le film a reçu la Palme d'or du court métrage lors du festival de Cannes 2007.